# Чалідзе Валерій Миколайович
Валерій Миколайович Чалідзе (* 1938, Москва, РРФСР—3 січня 2018, США) — російський фізик, публіцист, активний радянський правозахисник; американський видавець, редактор, історик, автор численних публікацій. Навчався в Московському і Тбіліському університетах.
Закінчив Тбіліський університет за спеціальністю «фізика». Кандидат наук. Працював начальником відділу НДІ в Тбілісі.
З 1969 по 1972 рр. був видавцем самвидавівського журналу «Громадські проблеми». У 1972 на запрошення виїхав до США для читання лекцій. Під час перебування в США був позбавлений радянського громадянства, залишився в еміграції. Жив у Вермонті, (США). У 1990 році радянське громадянство було повернуте.

## Наукова діяльність
Був автором численних публікацій, зокрема кількох монографій, з математики і математичній фізиці.

## Громадянська діяльність
Звертався до Генерального прокурора СРСР Руденко 13 травня 1970 разом M.О. Леонтовичем, А. Д. Сахаровим, В. Ф. Турчиним з «Скаргою в порядку нагляду» на ухвалу Ташкентського міськсуду і Верховного суду УзССР у справі Петра Григоренка, відомості про реакцію прокурора відсутні.
Виступив в листопаді 1970 року з ініціативою створення Комітету прав людини в СРСР з метою вивчення проблем прав людини в СРСР. До Комітету увійшли А. Д. Сахаров і А. І. Твердохлєбов, а потім І. Р. Шафаревич; експертами Комітету стали О. С. Єсенін-Вольпін і Б. М. Цукерман.